# Amborê-barbudo
O amborê-barbudo (nome científico: Barbulifer ceuthoecus) é uma espécie de peixe da família dos gobiídeos (Gobiidae) e do gênero Barbulifer. Foi descrito por David Starr Jordan e Charles Henry Gilbert em 1884.

## Nome
O nome popular amborê ou amboré tem origem duvidosa, mas provavelmente deriva do tupi amo're no sentido definido de peixe da família dos gobiídeos. O nome do gênero Barbulifer é formado pelo latim barba / barbula, "barba", e -fero, "carregar".

## Descrição
O amborê-barbudo tem corpo deprimido, sem escamas e linha lateral. Seus indivíduos podem atingir até três centímetros de comprimento. A cabeça e corpo variam de marrom-esverdeados a marrom-escuros. A parte superior do corpo tem de quatro a seis barras curtas, estreitas e esbranquiçadas que não se estendem até o meio do corpo, e abaixo do meio há outra série de barras claras alternando com a série superior. A garganta e peito são vermelhos, a barriga atrás da ventosa é laranja, a parte inferior da cabeça é clara, o peitoral é amarelado com uma barra basal marrom e a nadadeira caudal tem uma com barra escura larga na base. Sua cabeça é robusta e achatada na parte superior. Seus barbilhos são curtos (com metade do diâmetro do olho) e há um barbilho na ponta do focinho, um sobre o olho, um na fase externa posterior da boca e de 14 a 16 sob o queixo e mandíbula inferior.
A parte anterior da língua do amborê-barbudo apresenta dois lóbulos. Sua narina anterior é tubular e aponta para a frente, enquanto a narina posterior é tubular e aponta para cima. Há poros na cabeça, incluindo o pré-opérculo. A abertura branquial é pequena e rasa e forma um S ao longo da base da peitoral. As membranas branquiais são amplamente unidas ao corpo sob a garganta, com cinco raios. O comprimento da segunda base dorsal é maior que a distância da segunda base dorsal à nadadeira caudal. Tem de sete a nove raios anais e de 16 a 20 raios peitorais. Possui sete espinhos dorsais e não apresenta espinhos anais. Suas pélvicas são fundidas num disco e a cauda é arredondada.

## Distribuição e habitat
O amborê-barbudo habita rochas siltosas, recifes, fundos macios (lama, areia, cascalho, praia, estuário etc.) e em macroalgas em bancos de ervas marinhas próximas à costa. É encontrado em profundidades de zero até cinco metros no Atlântico Ocidental no sul da Flórida (Estados Unidos), no Golfo do México desde as Florida Keys e os bancos de Campeche ao longo do norte de Iucatã até o noroeste de Cuba, por todo o mar do Caribe (Anguila, Antígua e Barbuda, Baamas, Barbados, Bonaire, Santo Eustáquio e Saba, Dominica, República Dominicana, Granada, Haiti, Jamaica, Martinica, Monserrate, São Bartolomeu, São Cristóvão e Neves, Santa Lúcia, São Martinho (francês), São Martinho (neerlandês), São Vicente e Granadinas, Trindade e Tobago, Turcas e Caicos, Guadalupe, Ilhas Virgens Britânicas, Ilhas Virgens Americanas), ao longo da costa da América Central (Belize, Costa Rica, Guatemala, Honduras, Nicarágua e Panamá) e América do Sul (Colômbia, Venezuela, Guiana Francesa, Guiana, Suriname e Brasil). No Brasil, em especial, ocorre na costa dos estados do Alagoas, Amapá, Bahia, Ceará, Espírito Santo, Maranhão, Paraná, Paraíba, Pará, Pernambuco, Piauí, Rio Grande do Norte, Rio de Janeiro, Santa Catarina, Sergipe e São Paulo. Houve registros nas águas ao redor do lado Pacífico do canal do Panamá, o que implica que indivíduos migraram utilizando-o.

## Ecologia
O amborê-barbudo é bentopelágico e se alimenta de zooplâncton.

## Conservação
A União Internacional para a Conservação da Natureza (UICN) classifica o amborê-barbudo como uma espécie pouco preocupante (LC), pois tem ampla distribuição e abundância em seus habitats e não são conhecidas grandes ameaças que ameacem sua conservação. Em Belize e Honduras, particularmente, figura entre as 20 espécies mais abundantes coletadas durante um levantamento realizado em habitats de poças de maré/praias em 1999. Na Venezuela, outro estudo de 2011 demonstrou sua ampla ocorrência. Em 2018, foi classificada como pouco preocupante (LC) no Livro Vermelho da Fauna Brasileira Ameaçada de Extinção do Instituto Chico Mendes de Conservação da Biodiversidade (ICMBio). No Brasil, está presente em várias áreas de conservação: a Área de Proteção Ambiental de Cairuçu (APA Cairuçu), a Estação Ecológica de Tamoios (ESEC Tamoios), o Parque Nacional da Serra da Bocaina (PARNA da Serra da Bocaina), o Parque Nacional Marinho dos Abrolhos (PARNA Marinho dos Abrolhos), a Reserva Biológica Marinha do Arvoredo (Rebio Marinha do Arvoredo), a Área de Proteção Ambiental Baía das Tartarugas (APA Baía das Tartarugas), a Área de Proteção Ambiental da Ponta da Baleia-Abrolhos (APA da Ponta da Baleia/Abrolhos), o Parque Estadual Marinho do Parcel de Manuel Luís (PE Marinho Parcel de Manuel Luís).